# Onthophagus neomirabilis
Onthophagus neomirabilis là một loài bọ cánh cứng trong họ Bọ hung (Scarabaeidae).